# روبوتات تعليمية
إن الروبوتات التعليمية هي بيئة تعلم يتم فيها تحفيز الأفراد المنخرطين فيها من خلال تصميم وإنشاء الابتكارات (وهي أشياء لها مميزات شبيهة بمميزات الحياة البشرية أو الحيوانية). وترد تلك الابتكارات في المقام الأول يلي ذلك إضفاء الشكل العقلي والجسدي، والتي يتم تصميمها مع أنواع مختلفة من المواد ويتحكم فيها نظام حاسوبي، بما يسمى بالنماذج أو المحاكيات.

## التعريف
هي مجموعة الأنشطة التعليمية الداعمة والمطورة لمجالات محددة من المعرفة والمهارات المطورة لدى الطلاب من خلال تصميم وإنشاء وتجميع وتشغيل الروبوتات.
ويتمثل الهدف من تدريس علم الروبوتات في تكيف الطلاب مع عمليات الإنتاج الحالية، حيث تقنيات الأتمتة (المتعلقة باستخدام الآلات الميكانيكية والإلكترونيات والحاسوب المحلي وفي تشغيل الإنتاج والتحكم فيه) دورًا مهمًا للغاية. ومع ذلك، فإن نظام الروبوتات أكثر من مجرد تطبيق عمل.
في علم الروبوتات، يلزم وجود علاقة مثالية بين أجهزة وبرمجيات الروبوتات، حيث إن حركات الروبوتات تعد حلقة وصل بين المادية والمنطقية.

## المصدر
يركز مجال الروبوتات التعليمية في الأساس على ابتكار روبوت لغرض وحيد وهو تطوير محرك أكثر عملية وتعليمي إلى جانب تطوير المهارات المعرفية لمستخدمي هذه الروبوتات. الغرض من هذا المنهج هو إثارة الاهتمام في العلوم الطبيعية وتشجيع النشاط الصحي. كذلك حث الأطفال على التواصل على هيئة منظومة في مناقشات جماعية لتطوير المهارات الاجتماعية واحترام كل منعطف للتعرف على العمل وسط مجموعات وتعلمه.

## المراحل
يبدأ الأمر بفكرة تصميم الروبوت باستخدام وصلات ومعدات لإنشائه على أرض الواقع، ولكن هناك اختلاف، لأن الروبوتات التعليمية موجهة في الأساس لتصميم روبوت حاسوبي؛ حيث يتم إنشاء الروبوت من خلال برامج خاصة مثل إكسلوجو (يتحقق الأمر باستخدام نسخة مجانية منه)، والذي يتطلب روبوتًا دراسيًا صغيرًا والانتظار لمعرفة مدى توافره في الواقع من عدمه. وهنا، يُحدد دور الروبوت من خلال الحاسوب، الذي قد يخصص مهام صغيرة محددة (مثل الحصول على المواضيع أو الأشياء المنقحة، على سبيل المثال) وتظهر على الشاشة طريقة عمل هذا الروبوت. يلي ذلك مرحلة الإزالة وإعادة الترتيب، والتي نشرع فيها باستخدام المواد لتنفيذه بطريقة حقيقية.

## الأهداف
- توفير قدر كبير من التنظيم.
- الحث على التجارب، حيث إن الخطأ جزء من التعلم واكتشاف الذات.
- أن يكون أكثر تحملاً للمسؤولية عن الأشياء المتعلقة به.
- زيادة التنقل بدرجة كبيرة بينهم.
- تطوير معرفتك.
- تطوير قدرة المجموعة والسماح للآخرين بالتواصل الاجتماعي.
- تطوير قدراتهم الإبداعية.
- القدرة على رصد جميع البيانات.
- تطوير التعلم بطريقة ظريفة.

## التعليم والتدريب

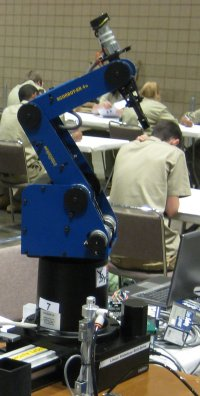
SCORBOT-ER 4u – روبوت تعليمي.

يقوم مهندسو الروبوتات بتصميم روبوتات ويقومون بصيانتها وتطوير التطبيقات الجديدة الخاصة بها، وإجراء الأبحاث لتوسيع إمكانياتها. وقد أصبحت الروبوتات إحدى الأدوات التعليمية الشهيرة في بعض المدارس المتوسطة والعالية، بجانب العديد من معسكرات الشباب الصيفية والاهتمام الشديد بالبرمجة والذكاء الاصطناعي والروبوتات بين الطلاب. تشمل دورات علوم الحاسوب في العام الأول في العديد من الجامعات حاليًا برمجة الروبوتات إضافة إلى الدورات الدراسية القائمة على هندسة البرمجيات التقليدية.

### التدريب المهني والمناهج الجامعية
تقدم الجامعات البكالوريوس والماجستير ودرجة الدكتوراه في علم الروبوتات. وتقدم المدارس المهنية فرص التدريب على الروبوتات من أجل المهن المتصلة بالروبوتات.

### التصنيف
إن تحالف المعايير القياسية لاعتماد الروبوتات (RCSA) هي هيئة عالمية للحصول على شهادة في علم الروبوتات تمنح العديد من شهادات الروبوتات في مجال الصناعة والتعليم.

### المعسكرات الصيفية لعلم الروبوتات
يتضمن العديد من برامج المعسكرات الصيفية المحلية علم الروبوتات وتعتبرها جزءًا من منهجها الأساسي، بما في ذلك، أكاديمية الوسائط الرقمية، وروبوتك (RoboTech)، وسايبركامبس (Cybercamps). إضافة إلى ذلك، غالبًا ما تُقدم برامج الروبوتات الصيفية للشباب في المتاحف الشهيرة مثل المتحف الأمريكي للتاريخ الطبيعي ومتحف تك للابتكارات في قرية سيلكون (Silicon Valley)، كاليفورنيا، وذلك على سبيل المثال لا الحصر.

### برامج الروبوتات في الإجازة الصيفية
بدأت العديد من المدارس في إضافة برامج الروبوتات إلى مناهجها في العطلات. هناك نوعان من برامج الروبوتات للعطلات وهي البوتبول و الروبوتات الأولى.

## جهات تصنيع الروبوت التعليمي ومشاريعه
| الاسم                      | Education Level                             | مفتوح | آلية أو تجمع | مميزات الأجهزة | أجهزة استشعار أو محركات / Actuators (E / S) | لغة البرمجة / OS | مميزات أخرى | السعر المرجعي | وصلات خارجية                                                                                                  |  |
| -------------------------- | ------------------------------------------- | ----- | --- | --- | --- | --- | ----------- | ------------- | --- |  |
|                            |                                             |       | | | | |             |               | |  |
| Fischertechnik Computing   | Primary, Secondary, Vocational Education    | No    | Metal Construction toy | Module Robot TX is based in 32-bit ARM 9 processor, 8 MB RAM, 2 MB flash, display (128x64 pixel), monochrome                                                   | 8 Universal inputs (digital/analog), 4 fast digital inputs, 4 motor outputs, connections: I2C, RS 485 ans يو إس بي                                                                | Propetary app. “ROBO Pro”, C compiler | Germany     |               | http://www.fischertechnik.de/en/Home.aspx                                                                     |  |
| Robotis Bioloid            |                                             | No    | The BIOLOID platform consists of components and small, modular servomechanisms called the AX-12A Dynamixels, which can be used in a daisy-chained fashion to construct robots of various configurations, such as wheeled, legged, or humanoid robots. | Controller CM-700 based in Atmel ATMega2561 | | | Korea       |               | http://www.robotis.com/xe/bioloid_en نسخة محفوظة 8 مايو 2012 على موقع واي باك مشين.                           |  |
| Robotis DARwIn-OP          | University                                  | Yes   | Anthropomorphic | حاسوب شخصي Hardware | | جنو/لينكس | Korea       | 10,000        | http://www.robotis.com/xe/darwin_en نسخة محفوظة 1 أبريل 2013 على موقع واي باك مشين.                           |  |
| Robotis Ollo               | primary, secundary                          | No    | perforated plastic Pieces | Controller Module CM-100A | IR sensor: 3 direction / total 3 groups loaded, Sound Sensor: Embedded, Power Connector: 2 sets, Geared Motor Port: 2 sets, Multi-purpose Port: 2 sets, Communication Port: 1 set | RoboPlus (proprietary software). Accurate LN-101 external circuit for connecting USB adapter for programming roboplus. | Korea       | 100-400 Euros | http://www.robotis.com/xe/ollo_en http://support.robotis.com/en/techsupport_eng.htm # product / ollo_main.htm |  |
| ليجو مايندستورمز إن إكس تي | Secondary, Vocational Education, University | No    | Plastic constuction toy, but metals parts are offered by Tetrix | NXT está basado en un ARM AT91SAM7S256, con 256 Kb de memoria Flash y 64 Kb de RAM externa, pantalla LCD de 100x64 pixels, audio, y conexiones USB y bluetooth | Cuatro entradas para los sensores y tres salidas para actuadores | Software nativo NXT (desarrollado con National Instruments). Otros: Books, NXT-G, C# with Microsoft Robotics Developer Studio, BricxCC, Next Byte Codes, Not eXactly C, Robolab, RoboMind, ROBOTC, NXTGCC, leJOS NXJ, nxtOSEK, ICON, MATLAB and Simulink, Lua, Ada, URBI, FLL NXT Navigation, ruby-nxt, Robotics.NXT, LibNXT, PyNXC, NXT-Python, Physical etoys |             | 300 Euros     | http://www.legoeducation.us/eng/categories/products/middle-school/robotics                                    |  |
| Lego WeDo Robotics         | Primaria                                    | No    | Plastic construction toy | | | No |             | 200 Euros     | http://www.legoeducation.us/eng/categories/products/elementary/lego-education-wedo                            |  |
|                            |                                             |       | | | | |             |               | |  |

## وصلات خارجية
- http://www.botball.org/
- http://robotics.nasa.gov/
- http://www.firstlegoleague.org/
- Official web of Physical Etoys - a visual programming language used in educational robotics